# Aleksej Koedrjavtsev
Aleksej Valentinovitsj Koedrjavtsev (Russisch: Алексей Валентинович Кудрявцев) (Moskou, 28 oktober 1972) is een Russisch zwemmer.

## Biografie
Koedrjavtsev won namens het Gezamenlijk team tijdens de Olympische Zomerspelen van 1992 de gouden medaille op de 4×200 meter vrije slag. Koedrjavtsev kwam alleen in actie in de series

## Internationale toernooien
| Jaar | Olympische Spelen                                                      |
| ---- | ---------------------------------------------------------------------- |
| 1992 | 22e 400m vrije slag · 4x200m vrije slag · Moechin zwom enkel de series |